# مایکل نوری
مایکل نوری (به انگلیسی: Michael Nouri) (زادهٔ ۹ دسامبر ۱۹۴۵) یک بازیگر تلویزیون و سینمای آمریکایی است.

## زندگی شخصی
نوری در واشینگتن دی.سی. زاده شده. او از یک خانم ایرلندی بنام گلوریا (مونتگمری نام تولدش) و آقای ادموند نوری که عراقی تبار هستند زاده شد. پدر او تاجر بود، و مشغول به کار در یک شرکت بیمه عمر است. وی دارای دو دختر ، جنیفر و هانا میباشد.
او فارغ التحصیل از کالج امرسون در بوستون است. همسر سابقش لین گلداسمیت داشت به همین دلیل مایکل به عنوان سفیر انجمن ملی مولتیپل اسکلروزیس خدمت کرده است.
در سال ۲۰۰۳،رابطه طولانی مدت خود را با رم داونی قطع کرد.

## زندگی هنری
فعالیت نوری در برادوی ظاهر شد. که مهمترین آنها به عنوان پادشاه(مرچند) در موزیکال ویکتور / ویکتوریا با جولی اندروز از سال ۱۹۹۵ تا ۱۹۹۷ میباشد. در اول ماه مه ۲۴ ۲۰۱۰ او شروع به پخش قراردادی در نقش کونی کالب شد ، علاقه عشق برای شخصیت اریکا (سوزان Lucci) را در درام (در طول روز،همه بچه های من)داشت.
مردم او را بیشتر بخاطر نقش «نیک هرلی» در فیلم فلش‌دنس محصول ۱۹۸۳ بیاد دارند.
او در سریال‌های گوناگون تلویزیونی نقش‌های تکرارشونده‌ای بازی کرده‌است؛ از جمله در ان‌سی‌آی‌اس در نقش «ایلای داوید» رئیس موساد و پدر «زیوا داوید» افسر موساد و بازرس ویژهٔ ان‌سی‌آی‌اس و در نقش «دکتر نیل رابرتز» در اُ‌سی و در نقش «فیل گری» در دمجز.
او همچنین در فیلم های شکست‌ناپذیر و دوست داشتنی و شگفت انگیز بازی کرده است.